# Амбістома каліфорнійська
Амбістома каліфорнійська (Ambystoma californiense) — вид земноводних з роду амбістома родини амбістомові.

## Опис
Загальна довжина становить 15—22 см. Голова широка, морда округла. Очі опуклі з чорними зіницями. Тулуб кремезний. Шкіра гладенька. З боків тіла є 12 поперечних борозенок. Передні кінцівки мають 5, задні — 4 пальці. Хвіст дещо сплощено з боків, він поступово звужується на кінці. Забарвлення дорослих особин чорне з жовтими або кремовими плямами на спині й хвості. Личинки мають зеленувато-сірий колір.

## Спосіб життя
Полюбляє скелясті, піщані місцини, береги тимчасових та стоячих водойм. Зустрічається на висоті до 500–1200 м над рівнем моря. Основний час проводить під землею, використовуючи для хованки нори різних тварин, частіше каліфорнійських ховрахів. Активна вночі або в дощову погоду. Дорослі особини живляться різними безхребетними, личинки — зоопланктоном.
Період розмноження триває з грудня до лютого. Розмноження відбувається у тимчасових водоймах, які формуються протягом зими і висихають влітку. Самиця відкладає 2—4 яйця на дні водойми, прикріплюючи їх до водної рослинності. В одному місті можуть відкладати яйця до декількох самиць. Зафіксовано факт в окрузі Монтерей, де кладка 11 самиць каліфорнійської амбістоми містила 814 яєць.
Розвиток яєць триває близько 30 днів. При появі личинки мають довжину 15-17 мм. Метаморфоз відбувається при довжині тіла 8—9 см, а весь розвиток триває 3—4 місяці. У високогірних популяціях розвиток личинок відбувається протягом року.

## Розповсюдження
Поширена у штаті Каліфорнія (США).